# Uwe Kellner
Uwe Kellner (n. 17 martie 1966, Jena, RDG) este un canotor ce a reprezentat Germania, medaliat olimpic. A participat la o ediție a Jocurilor Olimpice (1992) în care a câștigat o medalie de argint.

## Participări
Lista de mai jos prezintă principalele competiții la care a participat Uwe Kellner de-a lungul carierei.
- rowing at the 1992 Summer Olympics – men's coxed four[*][5]